# Crotalaria pseudotenuirama
Crotalaria pseudotenuirama är en ärtväxtart som beskrevs av Antonio Rocha da Torre. Crotalaria pseudotenuirama ingår i släktet sunnhampor, och familjen ärtväxter. Inga underarter finns listade i Catalogue of Life.